# Sighignola
Der Sighignola ist ein 1314 Meter hoher Berg der Luganer Voralpen. Er befindet sich an der italienisch-schweizerischen Grenze zwischen dem italienischen Dorf Lanzo d’Intelvi, wo sich der Gipfel befindet, und den Schweizer Gemeinden Arogno und Lugano.

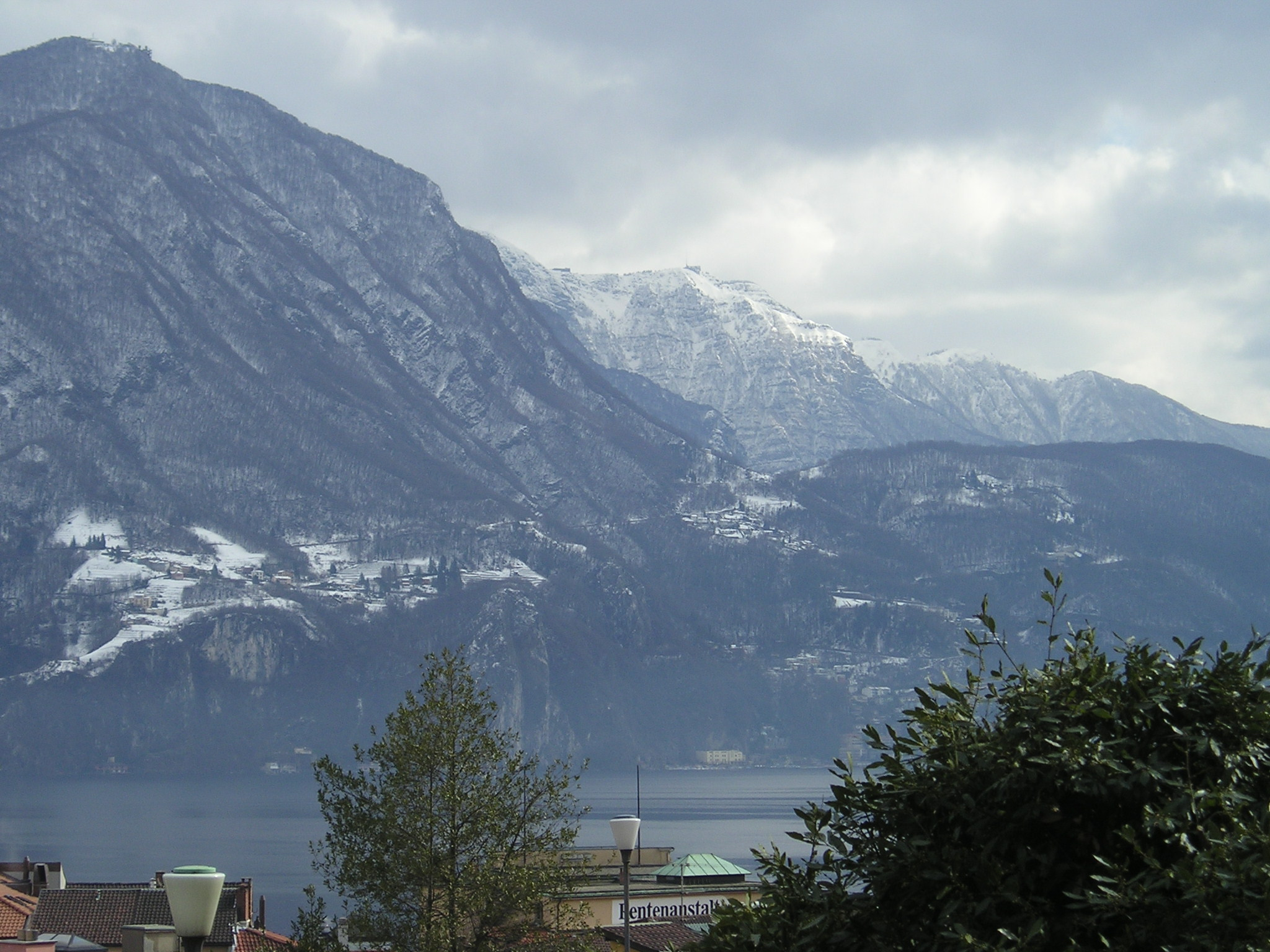
Sighignola (links) mit dem Monte Generoso im Hintergrund, von Lugano aus gesehen

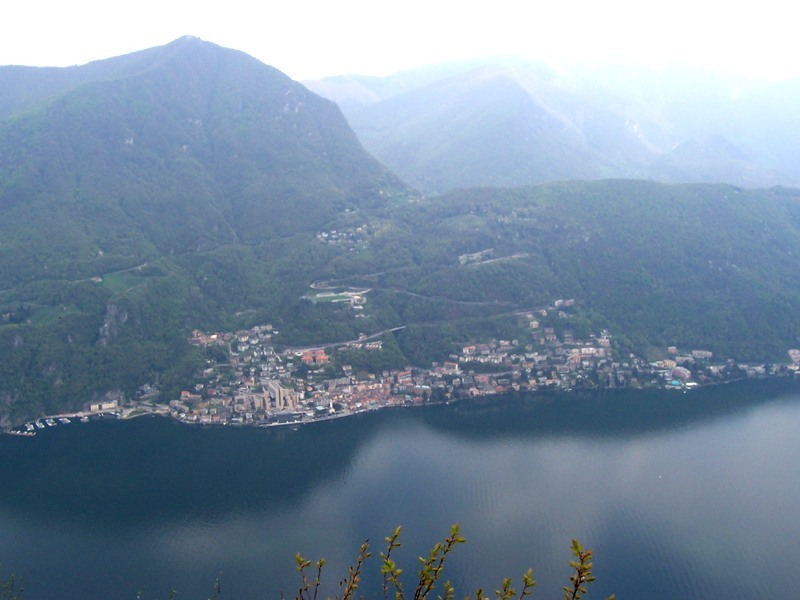
Sighignola auf der Schweizer Seite über der Italienischen Exklave Campione d’Italia

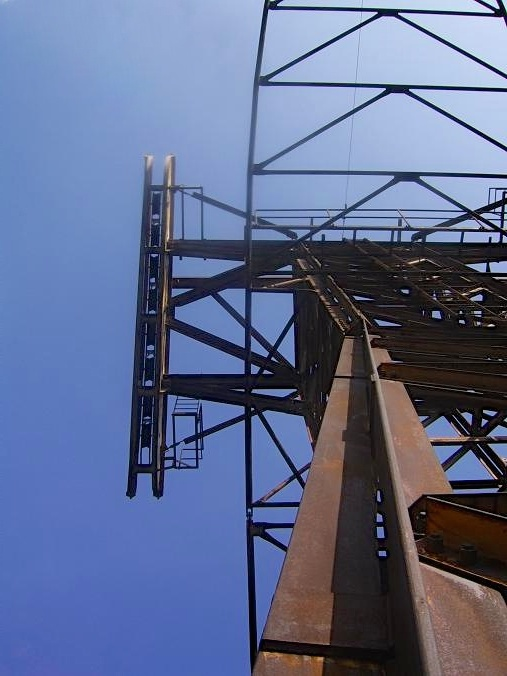
Fachwerkstütze der nicht fertiggestellten Seilbahn

Der Gipfel ist auch der höchste Punkt des Val d’Intelvi und kann von Lanzo d’Intelvi über eine Strasse erreicht werden. Auf dem Gipfel befinden sich eine kleine Kapelle, ein Restaurant und eine Aussichtsterrasse. Die Terrasse befindet sich fast genau auf der Grenze, aber noch auf italienischem Gebiet. Von dort kann man in Richtung Westen unter anderem den Luganersee sowie einige Viertausender der Alpen, darunter den Monte Rosa, sehen. Der Berg wird wegen dieser Aussicht auch „Balkon Italiens“ genannt.

## Seilbahn
Ende der 1960er-Jahre wurde eine Pendelbahn des Herstellers Bell auf den Sighignola gebaut. Die Talstation wurde direkt am Ufer des Luganersees am nördlichen Ende von Campione d’Italia errichtet, die Bergstation etwas versetzt unterhalb der Terrasse auf Schweizer Boden. Ferner entstanden eine Mittelstation bei Sant’Evasio in Form einer begehbaren Betonstütze, zwei Fachwerkstützen und die erforderliche Stromleitung.
Das Projekt scheiterte jedoch aufgrund technischer Probleme (teilweise viel zu geringer Bodenabstand der beiden Kabinen) und damit zusammenhängend an der Finanzierung. Die Baufirma ging schliesslich in Konkurs, und die Seilbahn nie in Betrieb. Nachdem die Mittelstation bereits verschwunden war, begann der Abriss der Ruine der Bergstation erst im Herbst 2011. Die Bergstation ist inzwischen eine Aussichtsplattform, wohingegen die oberste Stütze sowie die Ruine der Talstation nach wie vor existieren.